# Александер, Сэмюэл
Сэ́мюэл Алекса́ндер (англ. Samuel Alexander, 6 января 1859 года, Сидней — 13 сентября 1938 года, Манчестер) — британский философ, представитель неореализма, один из создателей теории эмерджентной эволюции. Профессор, член Британской академии (1913).

## Биография
По национальности еврей.
В 1877 году переехал в Англию.
Учился в Мельбурнском университете, окончил оксфордский Баллиол-колледж.
В 1882-1893 годах член оксфордского Линкольн-колледжа. 
В 1893-1924 годах профессор философии манчестерского Университета Виктории. 
В 1916-1918 годах читал лекции имени Гиффорда.
Опираясь на Минковского и Эйнштейна, Александер считал первоначальной реальностью «пространство-время», которое отождествлял с движением. Конечными единицами пространства-времени он называл «точки-моменты». Процесс эволюции, по Александеру, носит «эмерджентный» характер (от англ. emergence — возникновение, внезапное появление). «Пространство-время» порождает «эмерджентные» качества — материю, жизнь, психику, которые не допускают объяснения. Источником эмерджентной эволюции является «низус» (лат. nisus — порыв, устремление), направляющий эволюцию к её цели и пределу — божеству. В гносеологии Александер придерживался неореалистического представления о непосредственности познания, в котором объект и субъект соприсутствуют друг с другом, развивал учение о категориях как всепроникающих (pervasive) свойствах материального и духовного. Александер занимался также вопросами этики, а в последние годы жизни сосредоточился на эстетической теории и литературе.
Почётный доктор Сент-Эндрюсского, Даремского, Оксфордского, Бирмингемского, Ливерпульского, Кембриджского ун-тов. Почётный член оксфордских колледжей Линкольн (1918) и Баллиол (1925). Кавалер ордена Заслуг (1930).
Женат не был.

## Труды
- Пространство, время и божество (Space, Time and Deity, 1920)
- Моральный миропорядок и прогресс: анализ этических концепций (Moral Order and Progress: An Analysis of Ethical Conceptions, 1889) — его первая книга
- Искусство и прекрасное в материальном мире (Art and Material Beauty, 1925)
- Прекрасное и другие формы ценности (Beauty and Other Forms of Value, 1933)